# Selatiel
Selatiel, Salatiel ou Sealtiel é um personagem bíblico do Antigo Testamento, mencionado como filho do rei Jeconias e pai do líder judaico Zorobabel. Seu nome é citado na genealogia de Jesus Cristo no verso 12 do capítulo 1 do Evangelho segundo Mateus e que teria nascido durante o cativeiro babilônico.

## Família
Seu pai, Jeconias, era filho e herdeiro do rei Joaquim, que havia sido colocado no trono pelo Faraó Neco, no lugar de seu meio-irmão Joacaz. Joacaz  e Joaquim eram filhos de Josias, a mãe de Joacaz se chamava Hamutal e a mãe de Joaquim se chamava Zebida.
Jeconias foi levado por Nabucodonozor, junto com dez mil cativos, para o exílio na Babilônia, dentre os cativos incluía-se a mãe do rei, Neusta, filha de Elnatã, de Jerusalém.
O próximo rei foi Zedequias, filho de Josias  e de Hamutal.

## Nascimento
Selatiel era um dos sete filhos de Jeconias, os demais se chamavam Malquirão, Pedaías, Senazar, Jecamias, Hosama e Nedabias. Ele nasceu no tempo do exílio na Babilônia. Jeconias permaneceu cativo, na Babilônia, por trinta e sete anos, até ser libertado por Evil-Merodaque, no seu primeiro ano de reinado.

## Filho
Selatiel foi o pai de Zorobabel, ou, segundo outra versão, o tio paterno de Zorobabel, que seria filho de Pedaías. Zorobabel foi o governador de Judá depois que os judeus foram libertados do exílio.